# Świątki (województwo warmińsko-mazurskie)
Świątki (niem. Heiligenthal) – wieś na Warmii w Polsce położona w województwie warmińsko-mazurskim, w powiecie olsztyńskim, w gminie Świątki.
W latach 1975–1998 miejscowość położona była w województwie olsztyńskim.
W roku 2021 we wsi mieszkało 868 osób, z czego 51.8% mieszkańców stanowiły kobiety, a 48.2% mężczyźni.
Miejscowość jest siedzibą gminy Świątki.
Wieś założona przez wójta warmińskiego Henryka Lutra w latach 1333–1343. We wsi neogotycki kościół parafialny pw. św. Kosmy i Damiana, wybudowany w latach 1855–1856 z charakterystyczną fasadą schodkową z wbudowaną wieżą podwyższoną o ośmioboczną nadstawkę z ostrosłupowym hełmem. Obok dawna plebania z końca XVIII wieku. We wsi znajdują się cztery kapliczki przydrożne z przełomu XIX i XX wieku.